# Nelsons tiran
De Nelsons tiran (Aphanotriccus audax) is een zangvogel uit de familie Tyrannidae (tirannen). De Nederlandse naam verwijst naar de Amerikaanse ornitholoog Edward William Nelson die deze vogel in 1912 geldig heeft beschreven.

## Verspreiding en leefgebied
Deze soort komt voor in oostelijk Panama en noordelijk Colombia.

## Status
De grootte van de populatie is niet gekwantificeerd maar de soort wordt omschreven als schaars tot plaatselijk vrij algemeen. Op de Rode lijst van de IUCN heeft deze soort de status niet bedreigd.